# Vlag van Jura (kanton)

Vlag van Jura

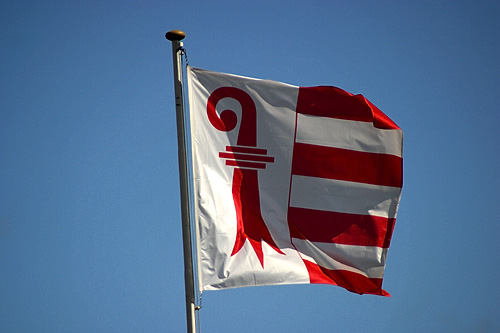
wapperend

De vlag van Jura is de vlag van het kanton Jura in Zwitserland. De vlag is vierkant en is in twee helften verdeeld. De linkerhelft toont een rode bisschoppelijke kromstaf op een witte achtergrond, de rechterhelft vier rode en drie witte horizontale banen. De vlag werd in 1979 aangenomen, toen het kanton Jura ontstond doordat drie districten van het kanton Bern zich samen afscheidden, maar was al enkele tientallen jaren in gebruik als vlag voor het Jura-gedeelte van het kanton Bern.
De rode en witte kleuren en de kromstaf symboliseren het feit dat de Jura vanaf de 14e eeuw tot 1815 binnen het bisdom van Bazel viel. De zeven banen staan voor de zeven districten die in 1950 door de grondwet van het kanton Bern als Jura-districten zijn genoemd. Van deze zeven zijn er maar drie in 1979 het kanton Jura gaan vormen. In de andere districten stemde de bevolking in een referendum tegen aansluiting bij Jura. De witte banen worden soms gezien als symbolisch voor de drie districten die de Jura gingen vormen en de rode banen voor de districten die dat niet deden.